# Hrvatska Kostajnica
Hrvatska Kostajnica este un oraș în cantonul Sisak-Moslavina, Croația, având o populație de 2.756 de locuitori (2011).

## Demografie
Componența etnică a orașului Hrvatska Kostajnica
     Croați (69,34%)
     Sârbi (25,04%)
     Bosniaci (1,63%)
     Necunoscut (1,2%)
     Neclasificat (2,54%)
Componența confesională a orașului Hrvatska Kostajnica
     Catolici (65,17%)
     Ortodocși (25,44%)
     Musulmani (4,14%)
     Fără religie și atei (2,65%)
     Necunoscută (2,07%)
     Alte religii (0,54%)
Conform recensământului din 2011, orașul Hrvatska Kostajnica avea 2.756 de locuitori. Din punct de vedere etnic, majoritatea locuitorilor (69,34%) erau croați, existând și minorități de sârbi (25,04%) și bosniaci (1,63%). Apartenența etnică nu este cunoscută în cazul a 1,2% din locuitori. Din punct de vedere confesional, majoritatea locuitorilor (65,17%) erau catolici, existând și minorități de ortodocși (25,44%), musulmani (4,14%) și persoane fără religie și atei (2,65%). Pentru 2,07% din locuitori nu este cunoscută apartenența confesională.